# Eduard Ortgies
Karl Eduard Ortgies, né le 19 février 1829 à Brême et mort le 6 décembre 1916, est un botaniste et horticulteur brêmois qui fut éditeur délégué de la revue de botanique Gartenflora, fondée par Eduard von Regel en 1852. Il est inspecteur (c'est-à-dire directeur) du jardin botanique de Zurich.

## Biographie

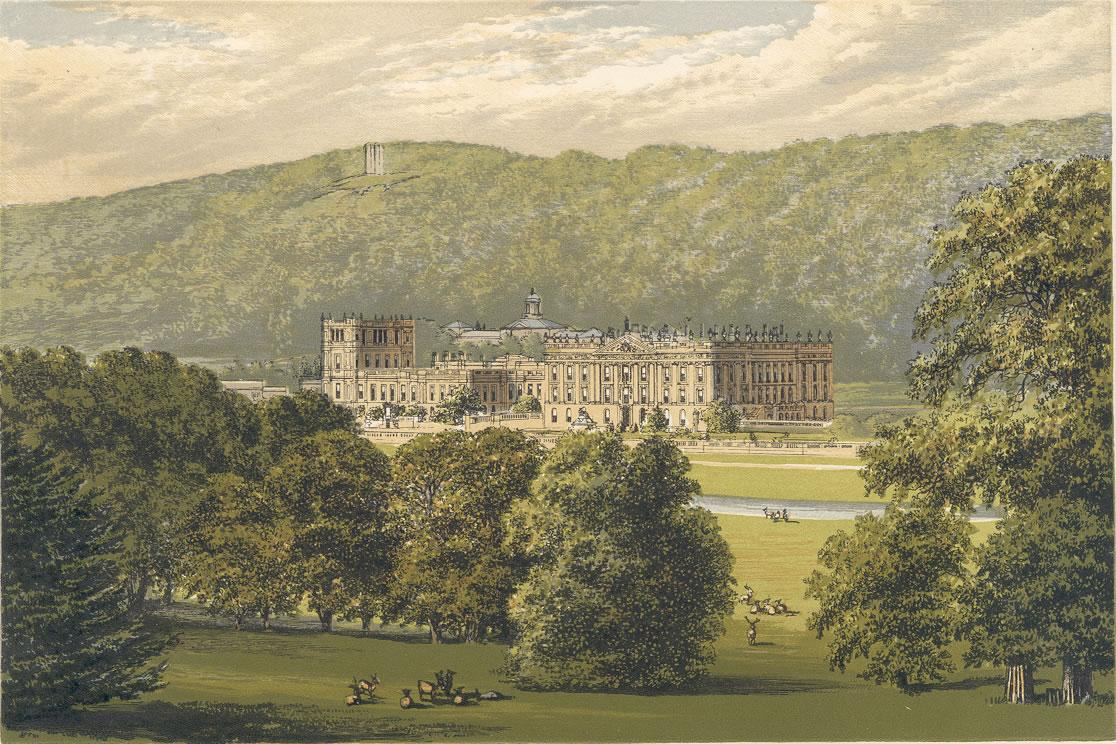
Chatsworth House

Son père est un horticulteur passionné qui possède un grand jardin et qui communique sa passion à son fils. Il entre comme apprenti chez l'horticulteur Böckmann de Hambourg en 1844, puis se forme au bout de trois ans chez des pépiniéristes de Berlin, Potsdam, Magdebourg, Leipzig, Dresde, Erfurt et Hanovre. En 1848, il entre chez Andrew Henderson & Co à Londres, pépiniériste spécialisé dans les conifères. En mai 1849, Otgier entre au service du duc de Devonshire, passionné d'horticulture, qui est le propriétaire de l'imposant domaine de Chatsworth House, avec son parc magnifique, et collectionneur féru d'orchidées dans son immense serre de plantes exotiques. C'est John Paxton, qui a dessiné les plans du parc et du domaine, qui recommande Otgier au duc, afin qu'il prenne particulièrement soin des spécimens de Victoria regia de la serre, extrêmement rares en Europe à l'époque, et dont seuls en Angleterre les jardins royaux de Kew disposent de graines. Trois semences des six semences existantes ont été achetées dont une par le duc pour Chatsworth House et deux autres pour Regents Park et Syon House. La compétition est intense pour faire fleurir en Angleterre le premier nénuphar géant de cette espèce. Le soir du 8 novembre 1849, Otgier informe le duc qu'un bouton est prêt à fleurir - une première en Europe. La nouvelle est télégraphiée à la reine Victoria, et aux botanistes Hooker, Lindley et Bentham. Ces derniers sont invités à Chatsworth House et cette illustre compagnie peut ainsi assister à la floraison du deuxième bouton.
Louis van Houtte, propriétaire de la fameuse pépinière du même nom à Gand et éditeur de Flore des serres et des jardins de l'Europe, est également impatient de cultiver des spécimens de Victoria regia. Il prie Benedict Roezl, alors jeune botaniste responsable des nénuphars à l'école d'horticulture fondée en Belgique par van Houtte, d'écrire à Otgier pour obtenir des graines et, si Paxton est d'accord, d'embaucher ce dernier dans sa pépinière à la tête de la section des plantes aquaphiles et des orchidées. Paxton, qui est pourtant inondé de demandes, acquiesce immédiatement ayant l'intuition qu'Otgier allait devenir l'un des meilleurs experts en la matière. Eduard Otgier arrive chez van Houtte le 1er avril 1850 et fait construire une serre spécialement attribuée à la culture de Victoria regia. La première fleur du nénuphar éclot le 5 septembre 1850, parmi d'autres espèces en fleurs de nymphéas.

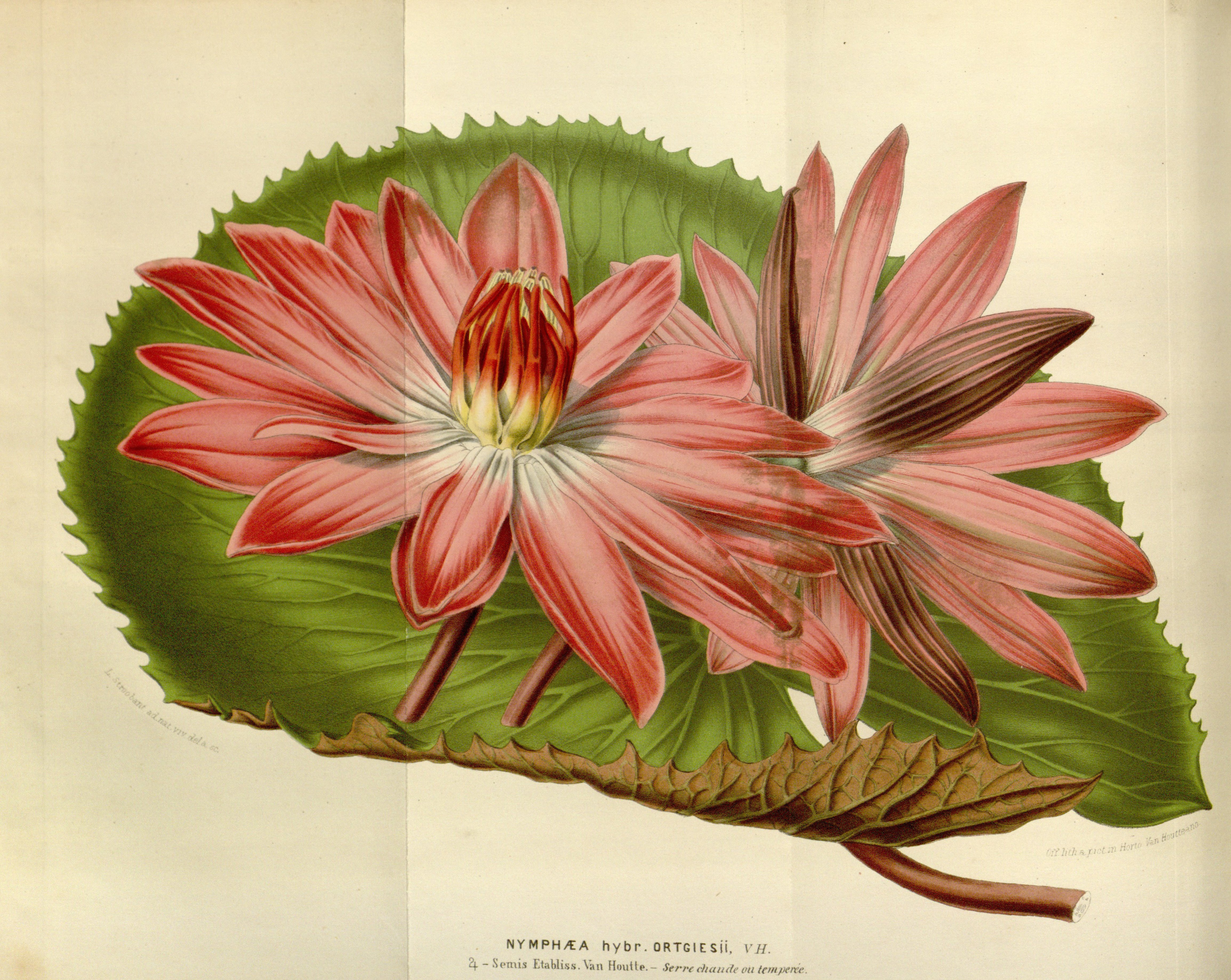
Nymphaea × ortgiesiana Van Houtte

Ortgies croise Nymphaea dentata avec Nymphaea rubra pour obtenir le premier hybride de nymphéa qui est illustré dans Flore des serres, vol. 8, p. 775-776 (1852-1853), sous le nom de Nymphaea ortgiesiano-rubra (aujourd'hui Nymphaea × ortgiesania). Plus tard, il parvient à faire fleurir l'espèce australienne Nymphaea gigantea et à lui faire produire des graines.
Au printemps 1851, Ortgies est transféré aux services administratifs et chargé de la correspondance avec l'Angleterre et les pays germanophones et de la compilation des catalogues, tout en poursuivant son service à la section des plantes aquaphiles et des orchidées. Il fait à cette époque des voyages d'affaires en Angleterre, en Allemagne, au Danemark, en France chez Louis de Vilmorin, etc., au cours desquels il noue des liens d'amitié. À l'été 1855, il accepte le poste de jardinier-en-chef (c'est-à-dire directeur) du jardin botanique de Zurich, malgré son regret de devoir quitter la famille van Houtte dont il était devenu proche.
Il succède à Eduard von Regel qui venait d'être nommé au jardin botanique impérial de Saint-Pétersbourg (dont il deviendra directeur vingt ans plus tard) et qui s'est distingué comme scientifique entreprenant et dynamique. Celui-ci l'invite à devenir le correspondant suisse de sa revue Gartenflora. Le jardin botanique de Zurich dispose de peu de moyens et il est obligé de vendre des graines et des plantes pour couvrir ses frais courants. Eduard Ortgies parvient à augmenter les recettes du jardin, ainsi que les subsides qui lui sont versés  et fait en conséquence restaurer les serres. Il fonde également une section de plantes alpines. Il est nommé inspecteur (c'est-à-dire directeur général) avec une forte augmentation de ses gages.
Ortgies augmente les collections du jardin en obtenant des plantes rares ou nouvelles grâce aux liens qu'il a tissés à l'étranger. Cela n'allait pas sans difficultés incessantes, mais cela permit au jardin botanique d'assurer sa sécurité financière et de diversifier considérablement ses collections en particulier dans le domaine des orchidées, lui donnant ainsi une réputation importante en Suisse et en Europe.
Benedikt Roezl, qui s'était installé entre-temps en Amérique du Sud pour collecter des plantes rares, fit parvenir d'énormes quantités de spécimens à Zurich destinés au jardin ou à la vente, directement sur le marché ou par le biais des enchères de Londres. Tous les grands jardin européens bénéficiaient ainsi de ses découvertes. Son ami Eduard Ortgies fut donc l'un de ceux qui permirent à Roezl de s'enrichir dans son affaire d'exportation de plantes exotiques.
Grâce à ses liens avec Roezl, Eduard Ortgies est approché par le collecteur Gustav Wallis dont les contrats avec Jean Linden et les pépinières Veitch venaient de se terminer. Ortgies lui servit d'agent pendant quelques années, mais Wallis tomba malade et déclina, jusqu'à sa mort en 1878 dans un hôpital de Guayaquil. Lehmann lui succède en Colombie, ainsi que Ricardo Pfau au Costa Rica. Ces deux collecteurs expédient par bateau au jardin botanique de Zurich leurs spécimens les plus intéressants. Ortgies faisait aussi appel à Fuchs au Guatémala à Garnier à Cuba, à Gaibrois et Bruchmüller en Colombie et à Besserer au Mexique.
Après trente-huit ans de services à Zurich, Eduard Ortgies prend sa retraite à Kilchberg, dans les environs de Zurich, auprès de sa famille.

## Hommages
Genre
- (Bromeliaceae) Ortgiesia Regel[3]

Espèces
Vingt-trois espèces ont été baptisées de son nom en son honneur parmi lesquelles:
- (Araceae) Anthurium × ortgiesii Hort.[4]
- (Bromeliaceae) Aechmea ortgiesii Baker[5]
- (Gesneriaceae) Tydaea × ortgiesii Hort. Van Houtte ex Planch.[6]
- (Orchidaceae) Anoectochilus ortgiesii Van Geert[7]
- (Oxalidaceae) Xanthoxalis  ortgiesii (Regel) Holub[8]